# Терновицька сільська рада
Терновицька сільська рада — колишній орган місцевого самоврядування у Яворівському районі Львівської області. Адміністративний центр — село Терновиця.

## Загальні відомості
Терновицька сільська рада утворена в 1939 році.

## Населені пункти
Сільській раді підпорядковані населені пункти:
- с. Терновиця
- с. Ліс
- с. Рулево
- с. Чолгині

## Склад ради
Рада складається з 16 депутатів та голови.

### Керівний склад попередніх скликань
| ПІБ                        | Основні відомості                                                 | Дата обрання | Дата звільнення |
| -------------------------- | ----------------------------------------------------------------- | ------------ | --------------- |
| Мельник Руслан Ярославович | Сільський голова, 1975 року народження, безпартійний              | 26.03.2006   | 31.10.2010      |
| Мельник Руслан Ярослввович | Сільський голова, 1975 року народження, освіта вища, безпартійний | 31.10.2010   |                 |

Примітка: таблиця складена за даними джерела